# المن (ااتحادیه)، ویسکانسین
المن (ااتحادیه)، ویسکانسین (به انگلیسی: Almon (community), Wisconsin) یک محدوده ثبت‌نشده در ایالات متحده آمریکا است که در المن، ویسکانسین واقع شده‌است.

## خصوصیات
المن ۳۵۳٫۸۸ متر بالاتر از سطح دریا واقع شده‌است.